# Shanks den røde
Shanks den Røde er en fiktiv karakter i mangaen og animeen One Piece.

## Om Shanks
Shanks den røde er en af de mest kendte og stærkeste pirater på Grand Line og kaptajn for en stor piratbande. Yderligere er han Monkey D. Luffys idol. Alt i alt er han meget respekteret af næsten alle personer, som kender ham, selvom han har en blød og venlig personlighed og aldrig er set som deltager i en egentlig kamp. Man har ikke set ham mange gange i mangaen, men i animeen er han med i de fleste åbningssange.
Shanks bærer altid en lang, sort kappe over sine skuldre og havde også indtil sit møde med Luffy en stråhat, som han har haft i mange år. Derudover har han altid lange shorts og et par sandaler på. Et andet meget udpræget kendetegn ved ham er hans røde hår, hvilket har givet ham tilnavnet den røde. Han har også tre ar over sit venstre øje. Da han reddede Luffy fra en søkonge mistede han også sin venstre arm. Næsten alle gange Shanks er set, har han festet og drukket.
I følge Oda er Shanks den person, som ligner ham mest.

## Personlighed
Shanks er en af de mest afslappede personer i One Piece-verdenen, der foretrækker at bruge god tid på at rejse rundt i verden. Han nyder at more sig og feste, men kan også sagtens være seriøs. Shanks er ikke ligeså grusom som de fleste andre sørøverkaptajner og prøver ikke at gøre sine bandemedlemmer bange for ham. Han venlige natur gør, at han ikke søger at skade andre og han kan få selv seriøse personer som Mihawk Falkeøje til at deltage i hans fester.
Shanks er normalt fuldstændig ligeglad med, hvad der sker med ham selv. Han lader andre kaste mad og flasker på ham og spytte på ham uden at gøre noget igen, hvor han derefter griner over sit eget uheld med sin bande. Det generede ham ikke engang at miste en arm, da han var mere bekymret om Luffys sikkerhed. Derimod kan han nemt flippe ud på nogen, der bringer hans venner i fare. Han kan også nogle gange gå i panik, når tingene går fuldstændig skævt.
Luffy ser både op til Shanks som et idol og en mand, han en dag vil overgå. Først tog Shanks ikke Luffy seriøst, da Luffy kun var en lille dreng og mobbede ham derfor med hans drømme. Men så gik Luffy op mod bjergrøverne, da de havde fornærmet Shanks og derfra begyndte Shanks at tage ham mere seriøst. Shanks tilstår også, at Luffy minder om ham selv på hans alder.

## Historie

### Som lærlingedreng
Shanks blev først set som en voksen mand i kapitel 1 af mangaen, men lidt af hans baggrundshistorie er blevet afsløret. Han var lærlingedreng på et stort skib sammen med en anden pirat med store drømme, klovnen Buggy. De to brugte det meste af tiden på at skændes over meningsløse ting, såsom hvilken pol, der var koldest. Disse skænderier irriterede resten af banden rigtig meget. 
Buggys had til Shanks begyndte for alvor efter et lille uheld fra Shanks' side:
Det skete efter en bording på et forbipasserende skib, hvor Buggy fik fat i et skattekort, der fortalte om et skat undervandet. Han indså, at hans drømme om at blive kaptajn over en stor, farlig sørøverbande kunne gå i opfyldelse med denne skat, så han valgte at skjule kortet. Senere snakkede han med Shanks om djævlefrugten, der også var blevet fundet på den tidligere bording. Shanks fortalte om frugtens værdi, hvilket kun gjorde Buggy endnu mere forventningsfuld.
Næste dag byttede Buggy djævlefrugten ud med en anden lignende frugt fra køkkenet og slugte den falske frugt med hele banden som publikum, hvilket narrede dem til at tro, at han havde spist den ægte. Derefter gjorde Buggy sig parat til at stikke af i en redningsbåd med skattekortet og djævlefrugten. Desværre opdagede Shanks ham og Buggy skjulte frugten i sin mund. Så skulle Shanks hjælpe til med et tyveri i køkkenet og gik derhen imod, men et par sekunder senere var han tilbage og overraskede Buggy så meget, at Buggy slugte djævlefrugten og tabte skattekortet i havet.
Buggy hoppede desperat i havet efter sit sidste håb om et sørøverskib, men fandt desværre ud af, at det med den manglende evne til at svømme, når man har spist en djævlefrugt, var sandt nok. Han blev reddet Shanks, men bar siden nag til ham for at have spoleret hans drømme.

### Kaptajn Shanks og lille Luffy
Shanks glemte aldrig, hvad der skete mellem ham og Buggy og måtte snart stå overfor et lignende problem mange år senere, da han var blevet kaptajn for sit eget sørøverskib og ankom til en ø, hvor han mødte en lille, underlig dreng ved navn Monkey D. Luffy. Shanks syntes egentlig godt om denne dreng og kunne lide atmosfæren i landsbyen, så han opholdt sig her i et år.
Luffy begyndte hurtigt at syntes rigtig godt om banden; så meget, at han selv ville blive en pirat. Shanks ville ikke lade drengen blive medlem af sin bande, da han stadig var ung og ikke havde lært at svømme. Derfor ville Luffy bevise sit mod og stak sig selv i kinden med en kniv, hvilket gav ham et permanent ar.
Shanks var stadig ikke imponeret og stod fast ved sin beslutning. Senere ved piraternes afskedsfest, hvor de drikkede i en bar, mødte de en flok bjergrøvere. Deres leder ignorerede piraten, da han ikke så dem som en trussel og gik op til disken for at spørge efter øl, men fik at vide, at piraterne havde drukket al alkohol i baren. Shanks undskyldte overfor lederen og tilbød ham den sidste uåbnede flaske, men i stedet for at acceptere tilbuddet smadrede manden flaske og lod dens indhold dryppe udover Shanks. Dette blev Shanks underligt nok ikke vred over, men gik i stedet hen for at hjælpe bartenderen med at tørre op. Røverlederen blev irriteret og trak sit sværd, hvorefter han smadrede alle tallerknerne, så han kunne rydde noget mere op.
Da bjergrøveren forlod baren begyndte Shanks at grine over uheldet sammen med resten af sin bande. Luffy mente imidlertid, at dette var et svaghedstegn for en mand, som i stedet for burde slå tilbage og forsvare sig. Shanks forklarede stille og roligt, at man ikke skulle blive vred over en smule øl.
Luffy var stadig irriteret og fandt en lille kiste med en underlig frugt i sig. Han var sulten og spiste frugten, men så fortalte Shanks, at frugten var en djævlefrugt, som gjorde, at han aldrig mere ville kunne svømme. Men i modsætning til Buggy mente Luffy ikke, at det var Shanks' skyld, at han havde spist djævlefrugten.
Senere var Shanks og hans bande tilsyneladende taget af sted og så viste bjergrøverne sig igen. Luffy kom op at skændes med dem og forlangte, at de sagde undskyld for det, de havde gjort mod Shanks. De tog heller ikke Luffy seriøst og hev ham ud fra baren, hvorefter de begyndte at tæske ham, men så dukkede Shanks og hans pirater op og fik dem til at stoppe.
Shanks betragtede nu Luffy som en ven og opførte sig meget anderledes; han mente, at en ven var værd at slås for. Shanks' bådsmand Ben Beckman besejrede lynhurtigt bjergrøverne, men så kastede lederen en røgbombe og stak ud på havet sammen med Luffy, da han ikke forventede, at Luffy ville finde ham der. Luffy blev ved med at råbe af ham, men det blev bjergrøveren for meget og han smed Luffy i havet, så han kunne drukne. Kort efter dukkede et søuhyre op og slugte bjergrøveren og gik derefter efter Luffy. Shanks dukkede op i sidste sekund og reddede Luffy, men mistede sin venstre arm.
Dette heltemod inspirerede Luffy og forvandlede ham til den person, han er tæt på at blive i dag.
Kort efter besluttede Shanks sig for at tage af sted for altid. Da han var ved at sige farvel, lovede Luffy, at han ville blive en mægtige pirat end Shanks – at han ville blive sørøvernes konge. Shanks var imponeret og besluttede sig for at give Luffy sin stråhat, hvorefter han bad Luffy om at give den tilbage til ham, når han var blevet en stor pirat. Stråhatten blev senere Luffys varemærke.

### I nutiden
10 år senere, da Luffy har fået sin første dusør, ser vi Shanks og hans bande slappe af og drikke på en ø. De svagere bandemedlemmer bliver meget bange, da Mihawk Falkeøje aflægger dem et visit og fortæller Shanks nyhederne om Luffy.
For tiden sejler Shanks rundt på Grand Line og de holder godt med nyhederne om Luffy, men er dog ikke stødt på ham endnu. Shanks er af ukendte grunde også interesseret i Portgas D. Ace og Blackbeard og sendte et bandemedlem hen til Whitebeard med et brev om dette. Whitebeard var ligeglad, så nu er Shanks tage hen for at aflægge ham et personligt besøg.
Verdensregeringen frygter, at han og Whitebeard vil forme en alliance, men det vides ikke endnu, om de vil prøve at stoppe de to fra at mødes. Shanks har allerede erklæret, at han er parat til at nedlægge marinen, hvis de skulle gå i vejen. Lige for tiden observeres han kun af Verdensregeringen, men de er parate til at tage bestik, hvis der skulle opstå problemer.

## Evner
Der vides meget lidt om, hvad Shanks er i stand til, men han er uden tvivl en formidabel pirat. Da han reddede Luffy, kunne han skræmme et søuhyre væk ved blot at sende det et iskoldt blik. Han er set med et sværd og hans samtale med Mihawk i bog 11 kunne tyde på, at han er en fægtemester og har duelleret med Mihawk.